# Belva di guerra
Belva di guerra (The Beast) è un film di guerra del 1988, diretto da Kevin Reynolds, girato in Israele, nel deserto del Negev. Ambientato durante la guerra in Afghanistan (1979-1989), è tratto dalla pièce teatrale Nanawatai di William Mastrosimone.

## Trama
1981, secondo anno dall'avvento dell'invasione sovietica in Afghanistan. Un plotone di quattro carri armati T-55 dell'Esercito Sovietico assale brutalmente un villaggio pashtu alla ricerca di presunti guerriglieri mujaheddin, massacrando diversi civili innocenti. Durante l'operazione di rastrellamento, uno dei carri, capitanato dal tirannico e paranoico comandante Daskal, viene però colpito da una molotov che mette fuori uso la radio, perdendo il contatto con la colonna corazzata e smarrendosi così in una vallata afghana.
L'equipaggio è composto in tutto da cinque soldati: il capocarro Daskal (soprannominato il "ragazzo del carro" per aver distrutto, all'età di 8 anni, diversi carri armati tedeschi durante l'assedio di Stalingrado), il pilota Konstantin Koverchenko (un giovane soldato radiato dal KGB per cattiva condotta ed ex-studente), il sadico cannoniere Kaminski, il servente Anton Golikov e il sergente caricatore Samad (un sottufficiale comunista afghano).
Taj, uno dei mujaheddin, ritorna al villaggio semidistrutto e scopre che i sovietici hanno ucciso suo padre e suo fratello Shahzaman, quest'ultimo orribilmente schiacciato dal carro armato per aver ucciso un equipaggio di uno dei carri armati appartenenti allo stesso plotone corazzato sovietico. Con il titolo di Khan, dopo la morte di suo fratello, Taj viene spinto dal cugino opportunista Mustafa a cercare vendetta e insieme portano un gruppo di altri combattenti mujahideen nella valle per cercare in tutti i modi di distruggere il carro armato. Nel frattempo, i cinque soldati sono alla ricerca della strada per raggiungere il loro battaglione di guarnigione a Kandahar, ma i rapporti tra l'equipaggio del carro sono piuttosto tesi: infatti tutti, ad eccezione di Koverchenko, nutrono molta diffidenza verso il sergente Samad.
Al calar della notte, dopo essere sopravvissuto ad un attacco a sorpresa organizzato dai mujahideen, l'equipaggio si accampa e Samad spiega a Koverchenko i principi fondamentali del Pashtunwali, un codice d'onore afghano composto da tre obblighi: "Milmastia" (ospitalità), "Badal" (vendetta) e "Nanawatai" (santuario). Quest'ultimo, oltre ad essere il titolo originale del romanzo su cui è ispirato il film, è appunto l'obbligo di dare asilo a tutti coloro che lo chiedono, specialmente al nemico che ha commesso peccato. Più tardi l'equipaggio rimane coinvolto in un combattimento dei guerriglieri, che iniziano a lanciare granate F1 da sopra una sporgenza. Nella sparatoria che segue Golikov viene lievemente ferito al volto da una scheggia e il carro riesce a farla franca ancora una volta.
Il giorno dopo, il capocarro Daskal, sempre più diffidente nei confronti di Samad, giungerà anche a trarlo in inganno per ucciderlo con una mitragliatrice, sospettandolo di affiliazione ai mujaheddin. Koverchenko assiste impotente all'accaduto e lo annota sul giornale di bordo, minacciando il capocarro di portarlo davanti alla corte marziale.
Successivamente, durante una pausa per le riparazioni del motore, si apre una disputa tra Daskal e Koverchenko per quello che riguarda il pensiero politico, che si trasforma in un pretesto per accusare quest'ultimo di ammutinamento e quindi giustiziarlo. Ma il comandante, dopo essere stato sfidato da Koverchenko, preferisce "prendere tempo" e così lo fa legare, dagli altri due soldati, ad un masso con una granata RGD-5 sotto la testa, in modo tale che quando lo trovino i mujaheddin, restino uccisi insieme a lui.
Koverchenko viene successivamente attaccato da un branco di cani selvatici, riesce a far rotolare giù la bomba che esplode uccidendo alcuni cani salvando miracolosamente la vita del giovane carrista. Tuttavia non fa in tempo a liberarsi delle corde, poiché sul posto giungono le donne del villaggio capitanate da Sherina (futura moglie del mujaheddin schiacciato dal carro), che iniziano a colpirlo con dei sassi. Sembra essere la fine ma Koverchenko riesce a salvarsi dalla loro ira grazie alla parola imparata da Samad prima che venisse ucciso: "Nanawatai". Questa richiesta di aiuto viene inizialmente ignorata da Sherina ma Taj, accompagnato dai mujaheddin, ferma la donna e parla con un anziano del gruppo, il quale argomenta che se uccideranno un nemico che ha richiesto asilo, non saranno meglio di lui.
I mujaheddin risparmiano la vita di Koverchenko e gli offrono asilo in una grotta, anche se l'accoglienza non è delle migliori. Tuttavia Koverchenko riuscirà a conquistarsi l'amicizia di Taj, dopo avergli riparato la loro arma anticarro, un lanciarazzi RPG-7 (tramite i pezzi recuperati da un fucile Lee-Enfield), l'unico utile all'abbattimento del carro nemico.
Sotto stretta sorveglianza, Koverchenko diventa parte dei mujaheddin che si vogliono vendicare, come lui, del carro nemico ed in particolare dello spietato comandante Daskal.
Mentre credono di percorrere la strada del ritorno, il viaggio del carro viene interrotto quando Daskal lo fa fermare e si accorge che la strada che conduce verso Kandahar è interrotta da una brusca e immensa depressione terrestre, che si frappone al loro tragitto. L'equipaggio rimane così senza spiegazioni o risposte fino a quando non giungerà un elicottero da ricognizione sovietico che gli offrirà soccorso dopo aver abbattuto il carro. Ma il comandante Daskal non è d'accordo e accetterà per una questione di onore di ripercorrere tutto il tragitto percorso fino a quel punto, ritornando così esattamente alla biforcazione dell'uscita dal villaggio pashtu assalito, ma senza molta approvazione da parte dei due soldati semplici Kaminski e Golikov.
Inizia così dunque un lungo inseguimento e una lotta senza fine, che vedrà il carro del comandante guastarsi sempre di più e soldati russi uccisi dalle trappole organizzate contro i mujaheddin. Dopo lunghi e faticosi combattimenti, Koverchenko riuscirà a distruggere solo il cannone del carro armato ma, quando sembra essere la fine, le donne afghane, armate di bombe a mano, mettono fuori uso il mezzo facendo cadere dei massi. I guerriglieri circondano il carro distrutto e il comandante, senza più via di scampo, ordina ai suoi due uomini di suicidarsi contemporaneamente azionando le granate per non essere catturati vivi.
Tuttavia, Kaminski lo blocca e fa appena in tempo a sabotare la detonazione infilando lo spinotto di sicurezza nella granata di Daskal. Dopodiché, i tre sopravvissuti escono dal mezzo ormai distrutto sotto la minaccia delle armi dei mujaheddin, ma questi ultimi non uccideranno il comandante e i due soldati, solo per una compassione improvvisa di Koverchenko. Quest'ultimo si confronta con Daskal e lo lascia vivere in modo da poter assistere la sconfitta dei sovietici, dicendo che non è come Stalingrado e affermando che è difficile essere un buon soldato in una guerra sporca, paragonando alle barbarie dei nazisti in Unione Sovietica durante la seconda guerra mondiale.
I tre superstiti fuggono a piedi, ma durante la fuga, il comandante inciampa e cade, venendo così raggiunto da Sherina e dalle altre donne che non approvano la misericordia e l'asilo concessogli da Taj e continuano ad essere a caccia di vendetta. Prima di essere lapidato, Daskal ha un ultimo moto di disciplina militare e si allaccia il bottone della camicia, ormai sporca e logorata dalla battaglia.
Venendo a conoscenza di quanto successo a Daskal, Taj inizia a litigare e rimproverare Sherina poiché venuta meno al codice d'onore ma, in quel mentre, sopraggiunge l'elicottero sovietico. I mujaheddin si nascondono ma Koverchenko, tranquillizzato dalla morte del capocarro e quindi non più compromesso militarmente, si fa recuperare dall'elicottero per poter rientrare in patria. Taj però comprende lo spirito che ha animato il soldato sovietico e lo lascia andare senza che nessuno interferisca con la sua fuga e salvandolo così una seconda volta dalle sadiche manie di Moustafà.

## Colonna sonora
La colonna sonora del film è stata composta da Mark Isham e comprende 10 tracce audio stereo strumentali che sono suddivise in due gruppi di titoli, Badal e Nanawatai ("vendetta" e "asilo" nel codice d'onore afghano dei Pashtun, il Pashtunwali) suddivise a loro volta in 5 parti per suddivisione come potete vedere qui di seguito:
1. Badal part I (7:12)
2. Badal part II (6:47)
3. Badal part III (5:27)
4. Badal part IV (4:45)
5. Badal part V (3:09)
6. Nanawatai I (2:24)
7. Nanawatai II (6:27)
8. Nanawatai III (5:55)
9. Nanawatai IV (0:55)
10. Nanawatai V (7:55)

Oltre alla colonna sonora, appare la canzone Троллейбус ("Trolleybus" nei paesi di lingua inglese) da parte del gruppo rock sovietico Kino, quando il soldato Kaminski accende la radio di bordo del carro armato. Tuttavia la canzone, essendo il film ambientato nel 1981, in realtà non è stata ancora pubblicata fino al 1983, due anni dopo gli eventi ritratti nella pellicola.

## Inesattezze storiche
- Nel film i carristi all'interno del T-55 sono cinque, ma l'equipaggio di questi mezzi è formato da quattro membri: tre nella torretta (capocarro, cannoniere, servente al caricatore) e uno nello scafo, cioè il pilota. In questo caso, il quinto membro è una guida/traduttore afghano e non svolge ruoli relativi al carro armato: resta il fatto che la torretta del T-55, già angusta per tre uomini, non dispone di spazio sufficiente per un altro uomo, cosa non considerata nella finzione filmica.
- Il T55 usato nel film è un esemplare catturato dagli Israeliani all'esercito siriano e classificato come TIRAN-5 (da alcune fonti denominato Ti-67); il cannone è un Royal Ordnance L7 da 105 mm, mentre in origine era un D-10 da 100 mm.
- Per rappresentare l'elicottero multiruolo sovietico Mil Mi-8 è stato utilizzato un SA 321 Super Frelon dell'aeronautica israeliana.

## Accoglienza
Il film, sebbene sia una pellicola semi-sconosciuta, ha ricevuto apprezzamenti positivi da parte della critica. Il sito Rotten Tomatoes riporta un punteggio di 85%.
Ha inoltre vinto un premio Roxanne T. Mueller Audience Choice Award come miglior film al Cleveland International Film Festival 1989.

## Slogan promozionali
- «War brings out the beast in every man.»
- «You can escape from everything but justice.»
- «The Cause: freedom. The enemy: The world's deadliest fighting machine.»
«La loro causa: la libertà. Il loro nemico: la macchina da guerra più mortale del mondo.»
- «There is no room in a tank for a conscience.»

## Critica
«... mette in scena la storia di una presa di coscienza senza cadere nelle trappole del pacifismo o del didascalico. Teso e sofferto.» **½